# 4-я гвардейская армия
4-я гвардейская армия — оперативное войсковое объединение в составе ВС СССР во время Великой Отечественной войны. 

Ранее — 24-я армия. Преобразована весной 1943 г. (по одним источникам — 16 апреля 1943 г., по другим — 5 мая 1943 г.)
Прошла боевой путь от Сталинграда до Вены. Участвовала в Курской битве, Корсунь-Шевченковской, Ясско-Кишиневской, Будапештской, Венской операциях. Принимала участие в освобождении Румынии, Венгрии, Австрии. Расформирована: март 1947 г.

## История
Создана 5 мая 1943 г. (директива Ставки ВГК от 16 апреля 1943 г.) путем преобразования 24-й армии в составе Степного военного округа. В неё были включены 20-й и 21-й гвардейские стрелковые и 3-й гвардейский танковый корпуса. 3 июля выведена в резерв Ставки ВПС, 18 июля включена в состав Степного фронта, а 23 июля вновь выведена в резерв Ставки ВГК. С 13 августа вошла в состав Воронежского фронта и участвовала в Белгородско-Харьковской стратегической наступательной операции. Развивая наступление, её войска вышли к Днепру и форсировали его. 2 сентября армия переподчинена Степному фронту (с 16 октября 2-му Украинскому фронту). В ноябре-декабре она вела бои по расширению плацдарма на криворожском направлении. В январе 1944 г. 4-я гвардейская армия участвовала в Кировоградской наступательной операции, а с 24 января по 17 февраля действовала на направлении главного удара фронта в Корсунь-Шевченковской операции. К 3 февраля войска армии во взаимодействии с другими армиями 2-го и 1-го Украинских фронтов создали внутренний фронт окружения, а к 18 февраля завершили разгром корсунь-шевченковской группировки противника. В марте-апреле армия участвовала в Уманско-Ботошанской операции, в ходе которой её соединения форсировали Днестр и вышли с севера на подступы к Кишиневу. В августе армия участвовала в Ясско-Кишиневской стратегической наступательной операции, 5 сентября выведена в резерв Ставки ВГК, а 3 ноября передана в состав 3-го Украинского фронта. Принимала участие в Будапештской стратегической наступательной, Балатонской фронтовой оборонительной и Венской стратегической наступательной операциях.
14 июня 1945 года командующий 4-й гвардейской армии встретился с командующим американской армией в Вальдзее (Австрия). В честь этой встречи летчиками 136-й штурмовой авиационной дивизии был устроен воздушный парад над пунктом встречи. В параде участвовало 57 самолётов.
С июля 1945 года армия входила в состав Центральной группы войск (управление — г. Айзенштадт). В июне 1946 года управление передало войска армии в другие соединения, убыло в СССР и там включено в состав Одесского военного округа, приняв новые части. Армия расформирована в апреле 1948 года.

## Состав
(на 1 мая 1945 года)

Стрелковые части:
- 20-й гвардейский стрелковый корпус:
  - 5-я гвардейская воздушно-десантная дивизия
  - 7-я гвардейская воздушно-десантная дивизия
  - 80-я гвардейская стрелковая дивизия
- 21-й гвардейский стрелковый корпус:
  - 41-я гвардейская стрелковая дивизия
  - 62-я гвардейская стрелковая дивизия
  - 66-я гвардейская стрелковая дивизия
  - 69-я гвардейская стрелковая дивизия
- 31-й гвардейский стрелковый корпус:
  - 4-я гвардейская стрелковая дивизия
  - 34-я гвардейская стрелковая дивизия
  - 40-я гвардейская стрелковая дивизия

Части связи:
- 132-й отдельный Кишинёвский[8] орденов Богдана Хмельницкого[9] и Красной Звезды[10] полк связи.[11]

## Командный состав

### Командующие
- генерал-лейтенант Кулик, Григорий Иванович (20 апреля — 22 сентября 1943 года)
- генерал-лейтенант Зыгин, Алексей Иванович (22-27 сентября 1943 года)
- генерал-лейтенант Галанин, Иван Васильевич (28 сентября 1943 года — 5 января 1944 года)
- генерал-майор Рыжов, Александр Иванович (6 января — 2 февраля 1944 года)
- генерал-лейтенант Смирнов, Илья Корнилович (3-22 февраля 1944 года)
- генерал-майор Рыжов, Александр Иванович (23 — 27 февраля 1944 года)
- генерал-лейтенант Галанин, Иван Васильевич (28 февраля — 25 ноября 1944 года)
- генерал армии Захаров, Георгий Фёдорович (29 ноября 1944 года — 1 марта 1945 года)
- генерал-лейтенант Захватаев, Никанор Дмитриевич (1 марта — 10 июля 1945 года).
- генерал-полковник Гусев, Дмитрий Николаевич (июль 1945 года — март 1946 года).
- генерал-полковник Романовский, Владимир Захарович (18 мая 1946 года — апрель 1948 года).

### Начальники штаба
- генерал-майор Верхолович, Павел Михайлович (20 апреля 1943 года — 2 марта 1944 года).
- генерал-майор, с 19.04.1945 генерал-лейтенант Деревянко, Кузьма Николаевич (2 марта 1944 года — 10 июля 1945 года)

### Члены Военного совета
- полковник, с 24.08.1943 — генерал-майор Гаврилов, Иван Александрович (20 апреля 1943 г. — 23 августа 1944 г.);
- генерал-майор Семёнов Виктор Николаевич (5 мая 1943 — 9 мая 1945),
- полковник, с 19.04.1945 — генерал-майор Шепилов, Дмитрий Трофимович (26 августа 1944 г. — 1946);

### Начальники артиллерии
- генерал-майор, с 19.04.1945 генерал-лейтенант Цикало, Михаил Пантелеевич (апрель 1944 года — май 1945 года)

#### Заместитель командующего артиллерией по ГМЧ
- гвардии полковник Ганюшкин, Александр Федорович (апрель 1945 года)[12]

## Подчинённость
Входила в состав фронтов:
- Степной фронт (с 18 июля 1943 г. по 13 августа 1943 г. и со 2 сентября 1943 по 16 октября 1943 г.)
- Воронежский фронт (с 13 августа 1943 г.)
- 2-й Украинский фронт (с 16 октября 1943 г.)
- 3-й Украинский фронт (с 3 ноября 1944 г.)

После Великой Отечественной войны вошла в состав Центральной группы войск, образованной на базе управления 1-го Украинского фронта.
Вначале дислоцировалась на территории Чехословакии, в конце 1945 г была выведена на территорию Венгрии.
На 1.12.1945 г в состав 4 гвардейской армии входили:
- 21-й гвардейский стрелковый корпус (62 гв, 69 гв сд, 18 гв мехд, 912 осапб, 122 обс, 159 кабр, 21 гв мп РА, 853 озад);
- 25-й гвардейский стрелковый корпус (111 гв, 113 гв сд, 16 гв мехд, 140 кабр);
- 31-й гвардейский стрелковый корпус (4 гв, 34 гв сд, 17 гв мехд, 327 кабр);
- 37-я зенитно-артиллерийская дивизия;
- 9-я истребительно-противотанковая артиллерийская бригада;
- 123-я армейская пушечная артиллерийская бригада;
- 56-я инженерно-саперная бригада;
- 152-й армейский танковый полк.

Перед расформированием входила в состав Одесского военного округа.

## Участие в войсковых операциях
Участвовала в следующих боях и войсковых операциях:
- Курская битва
- Сталинградская битва
- Битва за Днепр
- Кировоградская наступательная операция
- Корсунь-Шевченковская операция
- Уманско-Ботошанская операция
- Ясско-Кишинёвская операция
- Будапештская операция
- Балатонская оборонительная операция
- Венская операция
- Грацко-Амштеттенская наступательная операция